# Casares Costa
Casares Costa es una localidad perteneciente al municipio de Casares, en la provincia de Málaga, Andalucía, España. Está situada en la estrecha franja litoral del término municipal, que abarca unos 2 kilómetros. Se trata de un núcleo de reciente aparición, a partir del desarrollo del turismo en el municipio, ya que su núcleo central se encuentra en el interior del mismo. Está formado por numerosas urbanizaciones dispuestas alrededor de la playa Ancha.
En Casares Costa se encuentra la atalaya Torre de la Sal. Cuenta con 3748 habitantes. 